# روبرت ك. بالدوين
روبرت ك. بالدوين (بالإنجليزية: Robert C. Baldwin)‏ هو سياسي أمريكي، ولد في 13 نوفمبر 1934 في أنابولس في الولايات المتحدة، وتوفي في 10 يناير 2016. حزبياً، نشط في الحزب الجمهوري. وقد انتخب عضو مجلس النواب لولاية ماريلند.